# Wolfgang Rihm
Wolfgang Rihm (Karlsruhe, 13 de março de 1952 – Ettlingen, 27 de julho de 2024) foi um compositor alemão.

## Carreira
Ele foi um influente compositor europeu do pós-guerra, como "uma das vozes musicais mais originais e independentes" de lá, compondo mais de 500 obras, incluindo várias óperas.
A estreia de Morphonie de Rihm para orquestra no Festival de Donaueschingen de 1974 lhe rendeu reconhecimento internacional. Rihm buscou a liberdade de expressão, combinando técnicas de vanguarda com individualidade emocional. Sua ópera de câmara Jakob Lenz foi estreada em 1977, explorando o conflito interno da alma de um poeta. A estreia de sua ópera Édipo na Deutsche Oper Berlin em 1987 foi transmitida ao vivo e gravada em DVD. Quando sua ópera Dionísio foi apresentada pela primeira vez no Festival de Salzburgo em 2010, foi eleita a Estreia Mundial do Ano pela Opernwelt. Ele foi contratado para compor uma obra para a abertura da Elbphilharmonie e criou o ciclo de canções Reminiszenz, que foi estreado em 2017.
Rihm foi professor de composição na Hochschule für Musik Karlsruhe a partir de 1985, com alunos como Rebecca Saunders e Jörg Widmann. Foi compositor residente da BBC, no Festival de Lucerna e no Festival de Salzburgo. Ele foi homenageado como oficial da Ordre des Arts et des Lettres em 2001 e recebeu o Prêmio de Música Ernst von Siemens em 2003.

## Publicações
- Rihm, Wolfgang (1997).  Mosch, Ulrich, ed. Ausgesprochen: Schriften und Gespräche (em alemão). Winterthur: Amadeus Verlag. ISBN 978-3-7957-0395-0
- Rihm, Wolfgang; Brinkmann, Reinhold (2001). Musik Nachdenken: Reinhold Brinkmann und Wolfgang Rihm im Gespräch (em alemão). Regensburg: ConBrio Verlag. ISBN 978-3-932581-47-2
- Rihm, Wolfgang (2002).  Mosch, Ulrich, ed. Offene Enden: Denkbewegungen um und durch Musik (em alemão). Munich: Hanser Verlag. ISBN 978-3-446-20142-2